# Wang Han
Wang Han (en chino: 王涵; Baoding, 24 de enero de 1991) es una deportista china que compite en saltos de trampolín.
Participó en los Juegos Olímpicos de Tokio 2020, obteniendo dos medallas, oro en la prueba sincronizada (junto con Shi Tingmao) y plata individual.
Ganó nueve medallas en el Campeonato Mundial de Natación entre los años 2009 y 2019. En los Juegos Asiáticos consiguió cinco medallas entre los años 2010 y 2018.

## Palmarés internacional
| Juegos Olímpicos   | Juegos Olímpicos        | Juegos Olímpicos  | Juegos Olímpicos           |
| Año                | Lugar                   | Medalla           | Prueba                     |
| ------------------ | ----------------------- | ----------------- | -------------------------- |
| 2020               | Tokio (Japón)           | Medalla de oro    | Trampolín 3 m sincro       |
| 2020               | Tokio (Japón)           | Medalla de plata  | Trampolín 3 m              |
| Campeonato Mundial |                         |                   |                            |
| Año                | Lugar                   | Medalla           | Prueba                     |
| 2009               | Roma (Italia)           | Medalla de bronce | Trampolín 1 m              |
| 2011               | Shanghái (China)        | Medalla de plata  | Trampolín 1 m              |
| 2013               | Barcelona (España)      | Medalla de plata  | Trampolín 3 m              |
| 2013               | Barcelona (España)      | Medalla de bronce | Trampolín 1 m              |
| 2015               | Kazán (Rusia)           | Medalla de oro    | Trampolín 3 m sincro mixto |
| 2017               | Budapest (Hungría)      | Medalla de oro    | Trampolín 3 m sincro mixto |
| 2017               | Budapest (Hungría)      | Medalla de plata  | Trampolín 3 m              |
| 2019               | Gwangju (Corea del Sur) | Medalla de oro    | Trampolín 3 m sincro       |
| 2019               | Gwangju (Corea del Sur) | Medalla de plata  | Trampolín 3 m              |
| Juegos Asiáticos   |                         |                   |                            |
| Año                | Lugar                   | Medalla           | Prueba                     |
| 2010               | Cantón (China)          | Medalla de oro    | Trampolín 3 m sincro       |
| 2014               | Incheon (Corea del Sur) | Medalla de plata  | Trampolín 1 m              |
| 2014               | Incheon (Corea del Sur) | Medalla de plata  | Trampolín 3 m              |
| 2018               | Yakarta (Indonesia)     | Medalla de oro    | Trampolín 1 m              |
| 2018               | Yakarta (Indonesia)     | Medalla de plata  | Trampolín 3 m              |